# گاردنه (شهرستان اوسترودا)
گاردنه (به لهستانی:  Gardyny) یک روستا در لهستان است که در گمینا دانبروونو واقع شده‌است.
 گاردنه  ۴۲۰ نفر جمعیت دارد.